# Evento (matemática)
Um evento é um subconjunto do espaço amostral, ou seja, uma coleção de resultados possíveis, que pode ser igual ou menor do que o espaço amostral como um todo.

## Exemplo
Desse modo, sendo o espaço amostral do lançamento de um dado comum de seis faces {1, 2, 3, 4, 5, 6}, então qualquer combinação desses resultados será um evento. Assim, diversos eventos podem ser identificados, tais como a ocorrência de cada face específica ({1}, {2}, {3}, {4}, {5} ou {6}'), a ocorrência de uma face par ({2, 4, 6}) ou ímpar ({1, 3, 5}), a ocorrência de valores abaixo de "3" ({1, 2}) e outros.